# Тони Робинсон
Сер Ентони „Тони“ Робинсон (енгл. Anthony "Tony" Robinson; Лондон, 15. август 1946) је енглески глумац, комичар, аматерски историчар, телевизијски водитељ и политички активиста. Познат је као глумац који је тумачио улогу Болдрика у телевизијској серији Црна Гуја на BBC-ју и као водитељ емисија Канала 4 Тајм тим и Најгори послови у историји. Робинсон је члан Лабуристичке партије и био је члан њеног Националног извршног комитета. Такође је написао шеснаест књига за децу.